# 오마르 하시 아덴

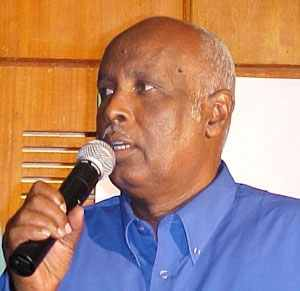

오마르 하시 아덴(Cumar Xaashi Aaden)은 소말리아의 정치인이자 과도 정부의 일원으로 보안장관을 지냈으며 히란 주 출생으로 알려져 있다.
에티오피아가 소말리아를 침공하기 전 에리트레아에서 망명 의회 의원을 지냈으며 2009년 6월 18일 히란 주의 베레드웨인 폭격 당시 자살 폭탄 테러로 암살당했다.